# Coppa dell'Imperatore 1990
La Coppa dell'Imperatore 1990 (第70回天皇杯全日本サッカー選手権大会?, Dai 70-kai Tennōhai Zen Nippon Sakkaa Senshuken Taika) è stata la settantesima edizione della coppa nazionale giapponese di calcio.

## Formula
Il formato introdotto nella stagione 1972 rimane immutato.
Alle dodici squadre partecipanti alla prima divisione della Japan Soccer League, se ne aggiungono altre venti provenienti dalla seconda divisione campionati regionali, selezionate secondo criteri locali.

## Squadre partecipanti
Japan Soccer League
- Nissan Motors
- Furukawa Electric
- Honda Motor
- NKK
- Mitsubishi Motors
- Toshiba
- Yamaha Motors
- Toyota Motors
- Yomiuri
- Yanmar Diesel
- Matsushita Electric
- ANA

Squadre regionali
- Sapporo Mazda (Hokkaidō)
- Mazda (Chūgoku)
- Hitachi (Kantō)
- Tanabe Pharma (Kansai)
- Kasei Kurosaki (Kyūshū)
- Tsukuba Daigaku (Kantō)
- Fujita (Kantō)
- Cosmo Oil (Tokai)
- Kochi University (Shikoku)
- Kyoto Sangyo Dai. (Kansai)
- Seino (Tokai)
- NEC Yamagata (Tohoku)
- Osaka Taidai (Kansai)
- NIFS Kanoya (Kyūshū)
- Aichi Gakuin Daigaku (Tokai)
- Fujitsu (Kantō)
- Juntendo Daigaku (Kantō)
- YKK AP (Koshinetsu)
- Osaka Shodai (Kansai)
- Kokushikan Daigaku (Kantō)
- Waseda Daigaku (Kantō)

## Date
| Turno            | Data                |                 |
| ---------------- | ------------------- | --------------- |
| Primo turno      | 15 dicembre 1990    |                 |
| Secondo turno    | 16 dicembre 1990    |                 |
| Quarti di finale | 23 dicembre 1990    |                 |
| Semifinali       | 29-30 dicembre 1990 |                 |
| Finale           | 1º gennaio 1991     | 1º gennaio 1991 |

## Risultati

### Primo turno
| Squadra 1          | Risultato      | Squadra 2            |
| ------------------ | -------------- | -------------------- |
| Nissan Motors      | 10 - 0         | Sapporo Mazda        |
| Mazda              | 2 - 1          | Hitachi              |
| Toshiba            | 5 - 0          | Tanabe Pharma        |
| Kasei Kurosaki     | 0 - 2          | NKK                  |
| Yamaha Motors      | 2 - 0          | Tsukuba Daigaku      |
| Cosmo Oil          | 0 - 5          | Fujita               |
| Kochi University   | 0 - 2          | Seino                |
| Kyoto Sangyo Dai.  | 0 - 4          | Furukawa Electric    |
| ANA                | 3 - 0          | NEC Yamagata         |
| NIFS Kanoya        | 1 - 2          | Osaka Taidai         |
| Mitsubishi Motors  | 5 - 0          | Aichi Gakuin Daigaku |
| Honda Motor        | 2 - 1 (d.t.s.) | Fujitsu              |
| Yanmar Diesel      | 0 - 3          | Juntendo Daigaku     |
| YKK AP             | 2 - 9          | Matsushita Electric  |
| Kokushikan Daigaku | 2 - 1 (d.t.s.) | Osaka Shodai         |
| Waseda Daigaku     | 0 - 3          | Yomiuri              |

### Secondo turno
| Squadra 1           | Risultato                     | Squadra 2         |
| ------------------- | ----------------------------- | ----------------- |
| Nissan Motors       | 2 - 1                         | Mazda             |
| Toshiba             | 5 - 1                         | NKK               |
| Yamaha Motors       | 2 - 0                         | Fujita            |
| Seino               | 0 - 4                         | Furukawa Electric |
| ANA                 | 3 - 1                         | Osaka Taidai      |
| Mitsubishi HI       | 0 - 0 (d.t.s.) 3 - 5 (d.c.r.) | Honda Motor       |
| Matsushita Electric | 2 - 0                         | Juntendo Daigaku  |
| Kokushikan Daigaku  | 1 - 1 (d.t.s.) 4 - 2 (d.c.r.) | Yomiuri           |

### Quarti di finale
| Squadra 1           | Risultato | Squadra 2          |
| ------------------- | --------- | ------------------ |
| Nissan Motors       | 2 - 1     | Toshiba            |
| Yamaha Motors       | 0 - 1     | Furukawa Electric  |
| ANA                 | 1 - 2     | Honda Motor        |
| Matsushita Electric | 3 - 1     | Kokushikan Daigaku |

### Semifinali
| Squadra 1     | Risultato | Squadra 2           |
| ------------- | --------- | ------------------- |
| Nissan Motors | 2 - 0     | Furukawa Electric   |
| Honda Motor   | 1 - 2     | Matsushita Electric |

### Finale
| Tokyo 1º gennaio 1990                        | Matsushita Electric  | 0 – 0 (d.t.s.) | Nissan Motors | National Stadium |
| \| \| \| \| \| \| Tiri di rigore 4 – 3 \| \| |                      |                |               |                  |
|                                              |                      |                |               |                  |
|                                              | Tiri di rigore 4 – 3 |                |               |                  |

| Matsushita | Nissan |

#### Formazioni
| Matsushita Electric |    |                   |  |          |
|                     |    |                   |  |          |
| P                   | 1  | Yūji Keigoshi     |  |          |
| D                   | 3  | Takahiro Shimada  |  |          |
| D                   | 4  | Darío Pereyra     |  |          |
| D                   | 5  | Naohiko Minobe    |  |          |
| D                   | 12 | Masahiro Wada     |  | Uscita   |
| D                   | -  | Hiroki Azuma      |  |          |
| C                   | 8  | Tomoo Kudaka      |  |          |
| C                   | -  | Tatsuji Kajii     |  |          |
| A                   | -  | Naoki Hirano      |  | Uscita   |
| A                   | -  | Luís Müller       |  |          |
| A                   | 13 | Akihiro Nagashima |  |          |
| A disposizione:     |    |                   |  |          |
| D                   | -  | Higo              |  | Ingresso |
| C                   | 10 | Hirokazu Sasaki   |  | Ingresso |
| Allenatore:         |    |                   |  |          |
| Yoji Mizuguchi      |    |                   |  |          |

| Nissan Motors       |    |                      |  |          |
|                     |    |                      |  |          |
| P                   | 1  | Shigetatsu Matsunaga |  |          |
| D                   | 13 | Kunio Nagayama       |  |          |
| D                   | 15 | Makoto Sugiyama      |  |          |
| D                   | 16 | Junji Koizumi        |  |          |
| D                   | 23 | Masaharu Suzuki      |  |          |
| C                   | 5  | Tetsuji Hashiratani  |  |          |
| C                   | 4  | Masami Ihara         |  |          |
| C                   | 10 | Kazushi Kimura       |  | Uscita   |
| C                   | 27 | Everton Nogueira     |  |          |
| A                   | 26 | Renato               |  |          |
| A                   | 8  | Takashi Mizunuma     |  | Uscita   |
| A disposizione:     |    |                      |  |          |
| A                   | 14 | Kokichi Kimura       |  | Ingresso |
| A                   | 11 | Kōichi Hashiratani   |  | Uscita   |
| Allenatore:         |    |                      |  |          |
| José Oscar Bernardi |    |                      |  |          |